# Campeonato Sul-Americano de Futebol Sub-17 de 2017
O Campeonato Sul-Americano de Futebol Sub-17 de 2017 foi a 17ª edição da competição organizada pela Confederação Sul-Americana de Futebol (CONMEBOL) para jogadores com até 17 anos de idade. O evento foi realizado no Chile entre os dias 23 de fevereiro e 19 de março.
As quatro equipes melhores colocadas no Sul-Americano classificaram-se para a Copa do Mundo FIFA Sub-17 de 2017, a se realizar na Índia. O título foi conquistado pelo Brasil pela segunda vez consecutiva (12º título no geral). Chile, Paraguai e a Colômbia completaram a lista de classificados ao mundial.

## Equipes participantes
Todas as dez equipes filiadas a CONMEBOL participaram do evento:
- Argentina
- Bolívia
- Equador
- Peru
- Uruguai
- Brasil
- Chile
- Colômbia
- Paraguai
- Venezuela

## Sedes
Inicialmente apenas as cidades de Rancagua e Talca sediariam as partidas do Sul-Americano sub-17 no Chile, mas em 22 de fevereiro foi incluída a cidade de Curicó devido as más condições do gramado do Estádio Fiscal de Talca.
| Curicó              | Curicó Rancagua Talca |
| ------------------- | --------------------- |
| Estádio La Granja   | Curicó Rancagua Talca |
| Capacidade: 8 000   | Curicó Rancagua Talca |
|                     | Curicó Rancagua Talca |
| Rancagua            | Curicó Rancagua Talca |
| Estádio El Teniente | Curicó Rancagua Talca |
| Capacidade: 13 849  | Curicó Rancagua Talca |
|                     | Curicó Rancagua Talca |
| Talca               | Curicó Rancagua Talca |
| Estádio Fiscal      | Curicó Rancagua Talca |
| Capacidade: 8 200   | Curicó Rancagua Talca |
|                     | Curicó Rancagua Talca |

## Árbitros
A Comissão de Árbitros da CONMEBOL selecionou dez árbitros e vinte assistentes para o torneio, além de dois árbitros de suporte. Na fase final mais dois árbitros foram adicionados.
| Árbitros                                | Assistentes                             |
| --------------------------------------- | --------------------------------------- |
| ARG Jorge Baliño ARG Fernando Rapallini | ARG Lucas Germanotta ARG Gabriel Chade  |
| BOL Juan Nelio García                   | BOL Jorge Valdivieso BOL Roger Orellana |
| BRA Raphael Claus BRA Rodolfo Toski[Ar] | BRA Bruno Pires BRA Danilo Manis        |
| CHI Eduardo Gamboa                      | CHI Claudio Ríos CHI Edson Cisternas    |
| COL Luis Sánchez                        | COL Wilmar Navarro COL Dionisio Ruiz    |

| Árbitros                                  | Assistentes                            |
| ----------------------------------------- | -------------------------------------- |
| ECU Juan Albarracín                       | ECU Ricardo Barén ECU Edwin Bravo      |
| PAR José Méndez                           | PAR Juan Zorrilla PAR Carlos Cáceres   |
| PER Michael Espinoza PER Joel Alarcón[Ar] | PER Michael Orué PER Stephen Atoche    |
| URU Leodán González URU Óscar Rojas       | URU Miguel Nievas URU Gabriel Popovits |
| VEN Adrián Cabello                        | VEN Tulio Moreno VEN Elbis Gómez       |

- Ar ^ Árbitro de suporte

## Fórmula de disputa
As dez equipes participantes foram divididas em dois grupos de cinco para a disputa da primeira fase, onde enfrentaram os adversários dentro do grupo, totalizando quatro partidas para cada. As três equipes com o maior número de pontos em cada grupo avançaram para a fase final, disputada no sistema de todos contra todos. A equipe que somasse o maior número de pontos ao final das cinco partidas foi declarada campeã sul-americana sub-17 e se classifica a Copa do Mundo FIFA Sub-17 de 2017, assim como o vice-campeão, o terceiro e o quarto colocados.
Em caso de empate por pontos, a classificação se determina através dos seguintes critérios, seguindo a ordem:
1. Saldo de gols
2. Número de gols a favor (gols pró)
3. Confronto direto entre as equipes empatadas (apenas duas equipes)
4. Sorteio

## Primeira fase
Todas as partidas seguem o fuso horário do Chile (UTC−3).

### Grupo A
| Pos. | Seleção  | P | J | V | E | D | GP | GC | SG |
| ---- | -------- | - | - | - | - | - | -- | -- | -- |
| 1    | Chile    | 8 | 4 | 2 | 2 | 0 | 4  | 2  | +2 |
| 2    | Colômbia | 7 | 4 | 2 | 1 | 1 | 8  | 6  | +2 |
| 3    | Equador  | 6 | 4 | 2 | 0 | 2 | 3  | 3  | 0  |
| 4    | Uruguai  | 4 | 4 | 1 | 1 | 2 | 4  | 5  | –1 |
| 5    | Bolívia  | 3 | 4 | 1 | 0 | 3 | 3  | 6  | –3 |

| 23 de fevereiro | Colômbia                   | 2 – 1     | Equador      | Estádio El Teniente, Rancagua |
| 20:00           | Barrero 72' · Peñaloza 78' | Relatório | Rezabala 25' | Árbitro: PER Michael Espinoza |

| 23 de fevereiro | Chile           | 1 – 0     | Bolívia | Estádio El Teniente, Rancagua |
| 22:15           | S. Valencia 38' | Relatório |         | Árbitro: PAR José Méndez      |

| 25 de fevereiro | Uruguai | 0 – 1     | Equador    | Estádio El Teniente, Rancagua |
| 20:00           |         | Relatório | Porozo 16' | Árbitro: BRA Raphael Claus    |

| 25 de fevereiro | Chile       | 1 – 1     | Colômbia     | Estádio El Teniente, Rancagua |
| 22:15           | Alarcón 70' | Relatório | Peñaloza 60' | Árbitro: ARG Jorge Baliño     |

| 27 de fevereiro | Uruguai      | 1 – 3     | Colômbia                                      | Estádio El Teniente, Rancagua |
| 17:00           | Falconis 44' | Relatório | Peñaloza 38' (pen) · Barrero 49' · Campaz 63' | Árbitro: PAR José Méndez      |

| 27 de fevereiro | Equador    | 1 – 0     | Bolívia | Estádio El Teniente, Rancagua |
| 19:15           | Campos 80' | Relatório |         | Árbitro: VEN Adrián Cabello   |

| 1 de março | Colômbia               | 2 – 3     | Bolívia                  | Estádio El Teniente, Rancagua |
| 17:00      | López 76' · Campaz 79' | Relatório | Roca 3', 56' · Melgar 7' | Árbitro: BRA Raphael Claus    |

| 1 de março | Chile           | 1 – 1     | Uruguai   | Estádio El Teniente, Rancagua |
| 19:15      | A. Valencia 89' | Relatório | Neris 70' | Árbitro: VEN Adrián Cabello   |

| 3 de março | Uruguai                | 2 – 0     | Bolívia | Estádio El Teniente, Rancagua |
| 17:00      | Chacón 45' · Viera 65' | Relatório |         | Árbitro: PER Michael Espinoza |

| 3 de março | Chile             | 1 – 0     | Equador | Estádio El Teniente, Rancagua |
| 19:15      | Porozo 23' (g.c.) | Relatório |         | Árbitro: ARG Jorge Baliño     |

### Grupo B
| Pos. | Seleção   | P  | J | V | E | D | GP | GC | SG |
| ---- | --------- | -- | - | - | - | - | -- | -- | -- |
| 1    | Brasil    | 10 | 4 | 3 | 1 | 0 | 7  | 1  | +6 |
| 2    | Paraguai  | 8  | 4 | 2 | 2 | 0 | 6  | 3  | +3 |
| 3    | Venezuela | 7  | 4 | 2 | 1 | 1 | 6  | 5  | +1 |
| 4    | Argentina | 3  | 4 | 1 | 0 | 3 | 3  | 4  | –1 |
| 5    | Peru      | 0  | 4 | 0 | 0 | 4 | 2  | 11 | –9 |

| 24 de fevereiro | Venezuela    | 1 – 0     | Argentina | Estádio La Granja, Curicó   |
| 20:00           | Chalbaud 53' | Relatório |           | Árbitro: CHI Eduardo Gamboa |

| 24 de fevereiro | Peru | 0 – 3     | Brasil                                                         | Estádio La Granja, Curicó    |
| 22:15           |      | Relatório | Vinícius Júnior 13' · Marcos Antonio 33' · Lincoln 45+2' (pen) | Árbitro: ECU Juan Albarracín |

| 26 de fevereiro | Argentina | 0 – 1     | Paraguai   | Estádio La Granja, Curicó      |
| 20:00           |           | Relatório | Romero 19' | Árbitro: BOL Juan Nelio García |

| 26 de fevereiro | Brasil       | 1 – 0     | Venezuela | Estádio La Granja, Curicó    |
| 22:15           | Paulinho 55' | Relatório |           | Árbitro: URU Leodán González |

| 28 de fevereiro | Paraguai                           | 2 – 2     | Venezuela                  | Estádio Fiscal, Talca        |
| 18:00           | Galeano 22' (pen) · Morínigo 90+1' | Relatório | Ferreira 47' · Hurtado 68' | Árbitro: ECU Juan Albarracín |

| 28 de fevereiro | Argentina                     | 3 – 0     | Peru | Estádio Fiscal, Talca        |
| 20:15           | Colidio 35', 39' · Obando 57' | Relatório |      | Árbitro: URU Leodán González |

| 2 de março | Venezuela                               | 3 – 2     | Peru                              | Estádio Fiscal, Talca          |
| 17:00      | Barragán 21' · Hurtado 30' · Makoun 77' | Relatório | Ibarra 24' (g.c.) · Sánchez 45+3' | Árbitro: BOL Juan Nelio García |

| 2 de março | Brasil              | 1 – 1     | Paraguai          | Estádio Fiscal, Talca       |
| 19:15      | Vinícius Júnior 38' | Relatório | Sánchez 15' (pen) | Árbitro: CHI Eduardo Gamboa |

| 4 de março | Paraguai                           | 2 – 0     | Peru | Estádio Fiscal, Talca        |
| 17:00      | Rodríguez 20' · Fuentes 43' (g.c.) | Relatório |      | Árbitro: ECU Juan Albarracín |

| 4 de março | Brasil                         | 2 – 0     | Argentina | Estádio Fiscal, Talca        |
| 19:15      | Brenner 61' · Yuri Alberto 82' | Relatório |           | Árbitro: URU Leodán González |

## Fase final
| Pos. | Seleção   | P  | J | V | E | D | GP | GC | SG  |
| ---- | --------- | -- | - | - | - | - | -- | -- | --- |
| 1    | Brasil    | 13 | 5 | 4 | 1 | 0 | 17 | 2  | +15 |
| 2    | Chile     | 9  | 5 | 3 | 0 | 2 | 3  | 7  | –4  |
| 3    | Paraguai  | 8  | 5 | 2 | 2 | 1 | 10 | 7  | +3  |
| 4    | Colômbia  | 7  | 5 | 2 | 1 | 2 | 4  | 6  | –2  |
| 5    | Venezuela | 4  | 5 | 1 | 1 | 3 | 5  | 10 | –5  |
| 6    | Equador   | 1  | 5 | 0 | 1 | 4 | 5  | 12 | –7  |

| 7 de março | Colômbia                    | 2 – 1     | Equador      | Estádio El Teniente, Rancagua  |
| 17:45      | Campaz 53' · Martínez 90+2' | Relatório | Quiñónez 12' | Árbitro: BOL Juan Nelio García |

| 7 de março | Chile    | 1 – 0     | Venezuela | Estádio El Teniente, Rancagua |
| 20:00      | Díaz 37' | Relatório |           | Árbitro: ECU Juan Albarracín  |

| 7 de março | Brasil                 | 2 – 2     | Paraguai                    | Estádio El Teniente, Rancagua |
| 22:15      | Lincoln 15', 40' (pen) | Relatório | Sánchez 78' · Fernández 82' | Árbitro: CHI Eduardo Gamboa   |

| 10 de março | Paraguai                     | 2 – 2     | Equador                 | Estádio El Teniente, Rancagua |
| 17:45       | J. Rolón 44' · Fernández 56' | Relatório | Micolta 35' · Tobar 39' | Árbitro: VEN Adrián Cabello   |

| 10 de março | Chile      | 1 – 0     | Colômbia | Estádio El Teniente, Rancagua |
| 20:00       | Zúñiga 19' | Relatório |          | Árbitro: BRA Raphael Claus    |

| 10 de março | Brasil                                                                      | 4 – 0     | Venezuela | Estádio El Teniente, Rancagua |
| 22:15       | Luna 24' (g.c.) · Lucas Halter 39' · Vinícius Júnior 83' · Yuri Alberto 90' | Relatório |           | Árbitro: PAR José Méndez      |

| 13 de março | Colômbia | 0 – 0     | Venezuela | Estádio El Teniente, Rancagua |
| 17:45       |          | Relatório |           | Árbitro: ARG Jorge Baliño     |

| 13 de março | Chile | 0 – 2     | Paraguai                  | Estádio El Teniente, Rancagua |
| 20:00       |       | Relatório | Romero 7' · Sánchez 45+1' | Árbitro: URU Óscar Rojas      |

| 13 de março | Brasil                                 | 3 – 0     | Equador | Estádio El Teniente, Rancagua |
| 22:15       | Vinícius Júnior 19', 29' · Lincoln 52' | Relatório |         | Árbitro: PER Michael Espinoza |

| 16 de março | Paraguai                                  | 3 – 1     | Venezuela            | Estádio El Teniente, Rancagua   |
| 17:45       | Fernández 2' · Romero 20' · Rodríguez 54' | Relatório | Cásseres 90+1' (pen) | Árbitro: ARG Fernando Rapallini |

| 16 de março | Chile      | 1 – 0     | Equador | Estádio El Teniente, Rancagua  |
| 20:00       | Zúñiga 34' | Relatório |         | Árbitro: BOL Juan Nelio García |

| 16 de março | Brasil                                    | 3 – 0     | Colômbia | Estádio El Teniente, Rancagua |
| 22:15       | Vinícius Júnior 24', 52' · Alerrandro 69' | Relatório |          | Árbitro: URU Leodán González  |

| 19 de março | Equador                    | 2 – 4     | Venezuela                                                      | Estádio El Teniente, Rancagua |
| 17:45       | Rezabala 37' · Micolta 46' | Relatório | Hurtado 21' · Echeverría 25' (pen) · Barragán 77' · Luna 90+2' | Árbitro: URU Óscar Rojas      |

| 19 de março | Colômbia                | 2 – 1     | Paraguai   | Estádio El Teniente, Rancagua |
| 20:00       | Barrero 40' · Vidal 66' | Relatório | Sánchez 9' | Árbitro: PER Michael Espinoza |

| 19 de março | Chile | 0 – 5     | Brasil                                          | Estádio El Teniente, Rancagua |
| 22:15       |       | Relatório | Paulinho 12' · Alan 44', 63', 83' · Lincoln 80' | Árbitro: ARG Jorge Baliño     |

## Premiação
| Campeonato Sul-Americano Sub-17 de 2017 |
| Brasil                                  |
| --------------------------------------- |
| BRASIL Campeão (12º título)             |

## Artilharia
| 7 gols (1) - BRA Vinícius Júnior 5 gols (1) - BRA Lincoln 4 gols (1) - PAR Leonardo Sánchez 3 gols (7) - BRA Alan - COL David Barrero - COL Jaminton Campaz - COL Juan Peñaloza - PAR Fernando Romero - PAR Roberto Fernández - VEN Jan Hurtado 2 gols (9) - ARG Facundo Colidio - BOL Ferddy Roca - BRA Paulinho - BRA Yuri Alberto - CHI Gastón Zúñiga - ECU Jordan Rezabala | 2 gols (continuação) - ECU Santiago Micolta - PAR Alan Rodríguez - VEN José Barragán 1 gol (31) - ARG Agustín Obando - BOL Sebastián Melgar - BRA Alerrandro - BRA Brenner - BRA Lucas Halter - BRA Marcos Antonio - CHI Alexis Valencia - CHI Antonio Díaz - CHI Lucas Alarcón - CHI Sebastián Valencia - COL Juan David Martínez - COL Juan Vidal - COL Luis Miguel López - ECU Cristian Tobar - ECU Jackson Porozo - ECU Jhon Campos | 1 gol (continuação) - ECU Mauricio Quiñónez - PAR Antonio Galeano - PAR Jesús Rolón - PAR Nicolás Morínigo - PER Gonzalo Sánchez - URU Gustavo Viera - URU José Neris - URU Owen Falconis - URU Thomás Chacón - VEN Christian Makoun - VEN Cristian Cásseres - VEN Diego Luna - VEN Eduardo Ferreira - VEN Jorge Echeverría - VEN Sebastián Chalbaud Gols contra (4) - ECU Jackson Porozo (para o Chile) - PER Anthony Fuentes (para o Paraguai) - VEN Diego Luna (para o Brasil) - VEN Rommell Ibarra (para o Peru) |